# Hipodrom

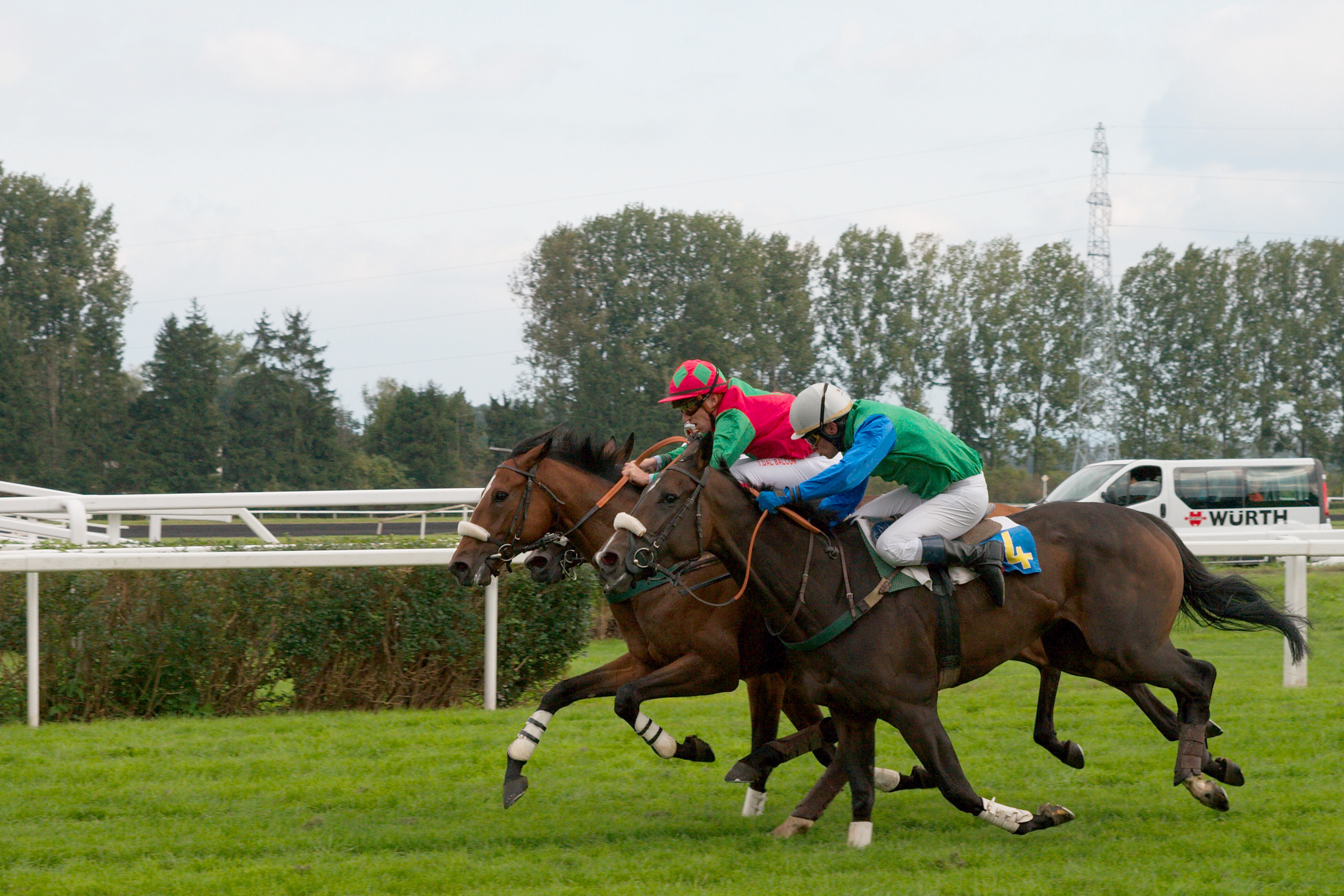
Finișul unei curse pe hipodromul din Strasbourg

Hipodromul este un teren special amenajat pentru desfășurarea concursurilor hipice și pentru antrenarea cailor trăpași (trăpaș american, trăpaș francez ș.a.) și de curse (pursânge englez, arab, American Quarter Horse ș.a.). Are o pistă ovală (pe care se desfășoară competițiile), piste pentru antrenament, tribune pentru spectatori, clădiri auxiliare (manejuri acoperite, grajduri etc.). 
Denumirea era folosită în Grecia antică sau în Imperiul Bizantin pentru pistele pe care se desfășurau cursele de cai. În Roma antică termenul „Hippodromus” definește o formă de grădină, iar pista  folosită pentru cursele de cai era numită „Circus”. În timpurile mai noi, între secolele XII și XV, termenul de „Hippodrom” era utilizat pentru denumirea unor construcții și locuri unde se țineau târgurile anuale, unde aveau loc și prezentări acrobatice de circ cu cai sau alte animale, acompaniate de muzică.

## Hipodromul grecesc
Cuvântul hipodrom, provine din limba greacă ἵππος hippos „Cal” și δρόμος dromos „Drum, cărare”.
Există numai un număr mic de descoperiri arheologice unde s-au găsit urmele unor hipodromuri antice. Dintre acestea cel mai cunoscut este cel din Olimpia, care însă din păcate nu s-a păstrat. Lungimea unui astfel de hipodrom era de 384,5 m. Cele mai cunoscute hipodromuri grecești erau cele din:
- Delos
- Delphi
- Isthmia
- Lykaion
- Nemea
- Olympia

## Hipodromul roman
Hipodromul roman, numit „circus”, spre deosebire de cel grecesc avea un zid înconjurător numit „spina”. Singura descoperire  care este considerată un hipodrom roman, este cea de la Domus Augustana. Forma hipodromului de aici era însă  semicirculară și unii arheologi presupun că nu a fost un hipodrom.
Plinius, atunci când folosește terminul de hipodrom, se referă de fapt la o grădină.

## Hipodromuri în România
- Hipodromul Băneasa
- Hipodromul Craiova
- Hipodromul Ploiești
- Hipodromul Radauti
- Hipodromul Mangalia